# Teleskopschlagstock

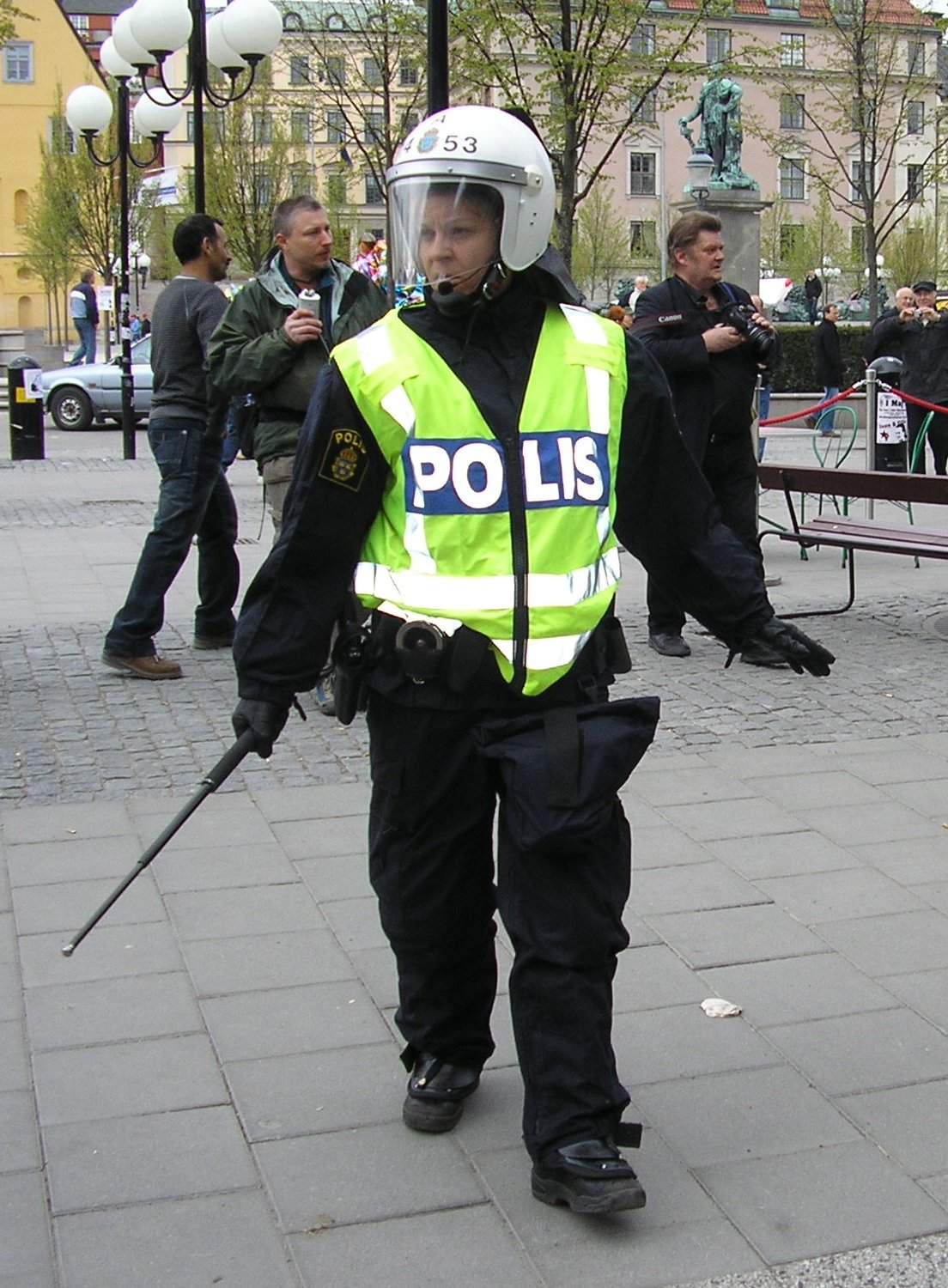
Teleskopschlagstock im Einsatz bei der schwedischen Polizei

Der Teleskopschlagstock ist ein in der Regel aus Stahl oder Aluminium gefertigter Schlagstock.

## Beschreibung
Der Teleskopschlagstock lässt sich teleskopartig auf seine volle Länge auseinanderziehen oder mit einer Schleuderbewegung expandieren, wobei die einzelnen Segmente z. B. durch eine Friktionsarretierung fixiert werden. Er besteht aus mindestens zwei, meistens jedoch drei Segmenten, wobei das Griffstück als Aufnahme für die Innensegmente dient. Das Griffstück ist meistens mit Gummi oder einem anderen rutschfesten Belag überzogen. Der Teleskopschlagstock ist im eingefahrenen Zustand nicht länger als 30 cm.

## Verwendung bei der Polizei
Teleskopschlagstöcke gehören in vielen Ländern zur Standardausrüstung von Polizeieinheiten. Dreiteilige Teleskopschlagstöcke aus Gummi, mit einer in den Gummi eingelassenen Bleikugel am vorderen Ende, gehörten zur Dienstausrüstung der Sicherheitskräfte der DDR (zum Beispiel der VP-Bereitschaften und der Schutzpolizei). Teleskopschlagstöcke aus Stahl werden bei der Polizei in Hessen, Baden-Württemberg, Nordrhein-Westfalen, Rheinland-Pfalz, Bremen, Hamburg, Brandenburg, Bayern, Niedersachsen, Sachsen sowie bei der Bundespolizei eingesetzt.

## Gesetzliche Lage

### Deutschland
Das Führen von Teleskopschlagstöcken in der Öffentlichkeit kann unter bestimmten Umständen eine Ordnungswidrigkeit darstellen. Nach dem Waffenrecht handelt es sich bei einem Teleskopschlagstock nicht um einen verbotenen Gegenstand. Er ist allerdings eine Waffe im Sinne des Waffengesetzes. Das Führen bei Versammlungen oder auf öffentlichen Veranstaltungen ist eine Straftat.
Besitz und Erwerb sind für Personen über 18 Jahren frei, anders als die so genannten Stahlruten oder Totschläger, die aus mehreren Federelementen mit einer am Ende befestigten Stahlkugel bestehen und auf Grund der Schlagwucht zu den verbotenen Gegenständen nach dem Waffengesetz zählen.
Der Gegenstand darf bei „berechtigtem Interesse“ geführt werden. Das Waffengesetz nennt hierfür beispielhaft: Berufsausübung, Brauchtumspflege, Sport oder einen allgemein anerkannten Zweck. Kein berechtigtes Interesse ist es nach der Gesetzesintention dagegen, einen Schlagstock zu Verteidigungszwecken mit sich zu führen.

### Österreich
Laut dem österreichischen Waffengesetz von 1996 sind die meisten Teleskopschlagstöcke als verbotene Waffen (Stahlruten oder Totschläger) eingestuft. Allerdings wurden in den letzten Jahren einige Modelle als Waffen im Sinne des Waffengesetzes, jedoch nicht als verbotene Waffen eingestuft. Diese Teleskopschlagstöcke haben keine Stahlkugel an der Spitze, sind bei Waffenhändlern ab 18 Jahren frei zu erwerben und dürfen, außer bei öffentlichen Veranstaltungen, geführt werden.

### Schweiz
Im Sinne des schweizerischen Waffengesetzes (WG) gelten Schlagstöcke als Waffen, deren Erwerb einer kantonalen Ausnahmebewilligung bedarf. Das Mitführen/Tragen eines Schlagstockes setzt das Bestehen der eidgenössischen Waffentragprüfung voraus und erfordert einen entsprechenden Eintrag im Waffentragschein.